# Campeonato de Europa de la UEFA Sub-19
El Campeonato de Europa Sub-19, Eurocopa Sub 19, o simplemente Euro Sub 19, es una competición internacional anual de fútbol organizada por el organismo deportivo europeo UEFA. La competición se lleva a cabo desde 1948. Su nombre original fue el de Torneo Juvenil de la FIFA, hasta que en 1955 la UEFA se encargara de organizarlo. En 1980, fue adaptado y bautizado como el Campeonato Europeo Sub-18, hasta los recientes cambios para la selección de jugadores en 2001, que hacen que el torneo reciba su actual nombre. El campeonato se ha celebrado cada año desde su inauguración en 1948, excepto durante el periodo entre 1984 y 1992, que se organizó cada dos años.
El torneo se ha jugado con diferentes formatos a lo largo de su existencia. Actualmente consiste en dos fases, de manera similar a otros campeonatos europeos de la UEFA. La fase de clasificación está abierta a todos los miembros de la UEFA, y la fase final la componen ocho equipos.
El campeonato otorga cinco plazas para la Copa Mundial de Fútbol Sub-20 del siguiente año.

## Historial
| Edición | Año                       | Campeón                                             | Resultado                                           | Subcampeón                                          | Tercer puesto                                       | Tercer puesto                                       | Tercer puesto                                       |
|         | Torneo Juvenil de la FIFA | Torneo Juvenil de la FIFA                           | Torneo Juvenil de la FIFA                           | Torneo Juvenil de la FIFA                           | Torneo Juvenil de la FIFA                           | Torneo Juvenil de la FIFA                           | Torneo Juvenil de la FIFA                           |
| ------- | ------------------------- | --------------------------------------------------- | --------------------------------------------------- | --------------------------------------------------- | --------------------------------------------------- | --------------------------------------------------- | --------------------------------------------------- |
| 1       | Europeo 1948              | Inglaterra                                          | 3 - 2                                               | Países Bajos                                        | Bélgica                                             | 3 - 1                                               | Italia                                              |
| 2       | Europeo 1949              | Francia                                             | 4 - 1                                               | Países Bajos                                        | Bélgica                                             | 5 - 0                                               | Irlanda del Norte                                   |
| 3       | Europeo 1950              | Austria                                             | 3 - 2                                               | Francia                                             | Países Bajos                                        | 6 - 0                                               | Luxemburgo                                          |
| 4       | Europeo 1951              | Yugoslavia                                          | 3 - 2                                               | Austria                                             | Bélgica                                             | 6 - 0                                               | Irlanda del Norte                                   |
| 5       | Europeo 1952              | España                                              | 0 - 0                                               | Bélgica                                             | Austria                                             | 5 - 5                                               | Inglaterra                                          |
| 6       | Europeo 1953              | Hungría                                             | 2 - 0                                               | Yugoslavia                                          | Turquía                                             | 3 - 2                                               | España                                              |
| 7       | Europeo 1954              | España                                              | 2 - 2                                               | Alemania                                            | Argentina                                           | 1 - 0                                               | Turquía                                             |
|         | Torneo Juvenil de la UEFA |                                                     |                                                     |                                                     |                                                     |                                                     |                                                     |
|         | Europeo 1955              | Bulgaria, Checoslovaquia, Hungría, Italia y Rumania | Bulgaria, Checoslovaquia, Hungría, Italia y Rumania | Bulgaria, Checoslovaquia, Hungría, Italia y Rumania | Bulgaria, Checoslovaquia, Hungría, Italia y Rumania | Bulgaria, Checoslovaquia, Hungría, Italia y Rumania | Bulgaria, Checoslovaquia, Hungría, Italia y Rumania |
|         | Europeo 1956              | Checoslovaquia, Hungría, Italia y Rumania           | Checoslovaquia, Hungría, Italia y Rumania           | Checoslovaquia, Hungría, Italia y Rumania           | Checoslovaquia, Hungría, Italia y Rumania           | Checoslovaquia, Hungría, Italia y Rumania           | Checoslovaquia, Hungría, Italia y Rumania           |
| 8       | Europeo 1957              | Austria                                             | 3 - 2                                               | España                                              | Francia e Italia                                    | Francia e Italia                                    | Francia e Italia                                    |
| 9       | Europeo 1958              | Italia                                              | 1 - 0                                               | Inglaterra                                          | Francia                                             | 3 - 0                                               | Rumania                                             |
| 10      | Europeo 1959              | Bulgaria                                            | 1 - 0                                               | Italia                                              | Hungría                                             | 6 - 1                                               | Alemania Democrática                                |
| 11      | Europeo 1960              | Hungría                                             | 2 - 1                                               | Rumania                                             | Portugal                                            | 2 - 1                                               | Austria                                             |
| 12      | Europeo 1961              | Portugal                                            | 4 - 0                                               | Polonia                                             | Alemania                                            | 2 - 1                                               | España                                              |
| 13      | Europeo 1962              | Rumania                                             | 4 - 1                                               | Yugoslavia                                          | Checoslovaquia                                      | 1 - 1                                               | Turquía                                             |
| 14      | Europeo 1963              | Inglaterra                                          | 4 - 0                                               | Irlanda del Norte                                   | Escocia                                             | 4 - 2                                               | Bulgaria                                            |
| 15      | Europeo 1964              | Inglaterra                                          | 4 - 0                                               | España                                              | Portugal                                            | 3 - 2 (pró.)                                        | Escocia                                             |
| 16      | Europeo 1965              | Alemania Democrática                                | 3 - 2                                               | Inglaterra                                          | Checoslovaquia                                      | 4 - 1                                               | Italia                                              |
| 17      | Europeo 1966              | Italia y Unión Soviética                            | Italia y Unión Soviética                            | Italia y Unión Soviética                            | Yugoslavia                                          | 2 - 0                                               | España                                              |
| 18      | Europeo 1967              | Unión Soviética                                     | 1 - 0                                               | Inglaterra                                          | Turquía                                             | 1 - 1                                               | Francia                                             |
| 19      | Europeo 1968              | Checoslovaquia                                      | 2 - 1                                               | Francia                                             | Portugal                                            | 4 - 2                                               | Bulgaria                                            |
| 20      | Europeo 1969              | Bulgaria                                            | 1 - 1 (pró.)                                        | Alemania Democrática                                | Unión Soviética                                     | 1 - 0                                               | Escocia                                             |
| 21      | Europeo 1970              | Alemania Democrática                                | 1 - 1 (pró.)                                        | Países Bajos                                        | Escocia                                             | 2 - 0                                               | Francia                                             |
| 22      | Europeo 1971              | Inglaterra                                          | 3 - 0                                               | Portugal                                            | Alemania Democrática                                | 1 - 1 (3 - 2 pen.)                                  | Unión Soviética                                     |
| 23      | Europeo 1972              | Inglaterra                                          | 2 - 0                                               | Alemania                                            | Polonia                                             | 0 - 0 (6 - 5 pen.)                                  | España                                              |
| 24      | Europeo 1973              | Inglaterra                                          | 3 - 2 (pró.)                                        | Alemania Democrática                                | Italia                                              | 1 - 0                                               | Bulgaria                                            |
| 25      | Europeo 1974              | Bulgaria                                            | 1 - 0                                               | Yugoslavia                                          | Escocia                                             | 1 - 0                                               | Grecia                                              |
| 26      | Europeo 1975              | Inglaterra                                          | 1 - 0 (pró.)                                        | Finlandia                                           | Hungría                                             | 2 - 2 (4 - 1 pen.)                                  | Turquía                                             |
| 27      | Europeo 1976              | Unión Soviética                                     | 1 - 0                                               | Hungría                                             | España                                              | 3 - 0                                               | Francia                                             |
| 28      | Europeo 1977              | Bélgica                                             | 2 - 1                                               | Bulgaria                                            | Unión Soviética                                     | 7 - 2                                               | Alemania                                            |
| 29      | Europeo 1978              | Unión Soviética                                     | 3 - 0                                               | Yugoslavia                                          | Polonia                                             | 3 - 1                                               | Escocia                                             |
| 30      | Europeo 1979              | Yugoslavia                                          | 1 - 0                                               | Bulgaria                                            | Inglaterra                                          | 0 - 0 (4 - 3 pen.)                                  | Francia                                             |
| 31      | Europeo 1980              | Inglaterra                                          | 2 - 1                                               | Polonia                                             | Italia                                              | 3 - 0                                               | Países Bajos                                        |
|         | Campeonato Europeo Sub-18 |                                                     |                                                     |                                                     |                                                     |                                                     |                                                     |
| 32      | Europeo 1981              | Alemania                                            | 1 - 0                                               | Polonia                                             | Francia                                             | 1 - 1 (2 - 0 pen.)                                  | España                                              |
| 33      | Europeo 1982              | Escocia                                             | 3 - 1                                               | Checoslovaquia                                      | Unión Soviética                                     | 3 - 1                                               | Polonia                                             |
| 34      | Europeo 1983              | Francia                                             | 1 - 0                                               | Checoslovaquia                                      | Inglaterra                                          | 1 - 1 (4 - 2 pen.)                                  | Italia                                              |
| 35      | Europeo 1984              | Hungría                                             | 0 - 0 (3 - 2 pen.)                                  | Unión Soviética                                     | Polonia                                             | 2 - 1                                               | Irlanda                                             |
| 36      | Europeo 1986              | Alemania Democrática                                | 3 - 1                                               | Italia                                              | Alemania                                            | 1 - 0                                               | Escocia                                             |
| 37      | Europeo 1988              | Unión Soviética                                     | 3 - 1 (pró.)                                        | Portugal                                            | Alemania Democrática                                | 2 - 0                                               | España                                              |
| 38      | Europeo 1990              | Unión Soviética                                     | 0 - 0 (4 - 2 pen.)                                  | Portugal                                            | España                                              | 1 - 0                                               | Inglaterra                                          |
| 39      | Europeo 1992              | Turquía                                             | 2 - 1 (pró.)                                        | Portugal                                            | Noruega                                             | 1 - 1 (8 - 7 pen.)                                  | Inglaterra                                          |
| 40      | Europeo 1993              | Inglaterra                                          | 1 - 0                                               | Turquía                                             | España                                              | 2 - 1                                               | Portugal                                            |
| 41      | Europeo 1994              | Portugal                                            | 1 - 1 (4 - 1 pen.)                                  | Alemania                                            | España                                              | 5 - 2                                               | Países Bajos                                        |
| 42      | Europeo 1995              | España                                              | 4 - 1                                               | Italia                                              | Grecia                                              | 5 - 0                                               | Países Bajos                                        |
| 43      | Europeo 1996              | Francia                                             | 1 - 0                                               | España                                              | Inglaterra                                          | 3 - 2 (pró.)                                        | Bélgica                                             |
| 44      | Europeo 1997              | Francia                                             | 1 - 0 (pró.)                                        | Portugal                                            | España                                              | 2 - 1                                               | Irlanda                                             |
| 45      | Europeo 1998              | Irlanda                                             | 1 - 1 (4 - 3 pen.)                                  | Alemania                                            | Croacia                                             | 0 - 0 (5 - 4 pen.)                                  | Portugal                                            |
| 46      | Europeo 1999              | Portugal                                            | 1 - 0                                               | Italia                                              | Irlanda                                             | 1 - 0                                               | Grecia                                              |
| 47      | Europeo 2000              | Francia                                             | 1 - 0                                               | Ucrania                                             | Alemania                                            | 3 - 1                                               | República Checa                                     |
| 48      | Europeo 2001              | Polonia                                             | 3 - 1                                               | República Checa                                     | España                                              | 6 - 2                                               | R.F. Yugoslavia                                     |
|         | Campeonato Europeo Sub-19 |                                                     |                                                     |                                                     |                                                     |                                                     |                                                     |
| 49      | Europeo 2002              | España                                              | 1 - 0                                               | Alemania                                            | Eslovaquia                                          | 2 - 1                                               | Irlanda                                             |
| 50      | Europeo 2003              | Italia                                              | 2 - 0                                               | Portugal                                            | Austria y República Checa                           | Austria y República Checa                           | Austria y República Checa                           |
| 51      | Europeo 2004              | España                                              | 1 - 0                                               | Turquía                                             | Ucrania y Suiza                                     | Ucrania y Suiza                                     | Ucrania y Suiza                                     |
| 52      | Europeo 2005              | Francia                                             | 3 - 1                                               | Inglaterra                                          | Serbia y Montenegro y Alemania                      | Serbia y Montenegro y Alemania                      | Serbia y Montenegro y Alemania                      |
| 53      | Europeo 2006              | España                                              | 2 - 1                                               | Escocia                                             | República Checa y Austria                           | República Checa y Austria                           | República Checa y Austria                           |
| 54      | Europeo 2007              | España                                              | 1 - 0                                               | Grecia                                              | Alemania y Francia                                  | Alemania y Francia                                  | Alemania y Francia                                  |
| 55      | Europeo 2008              | Alemania                                            | 3 - 1                                               | Italia                                              | Hungría y República Checa                           | Hungría y República Checa                           | Hungría y República Checa                           |
| 56      | Europeo 2009              | Ucrania                                             | 2 - 0                                               | Inglaterra                                          | Serbia y Francia                                    | Serbia y Francia                                    | Serbia y Francia                                    |
| 57      | Europeo 2010              | Francia                                             | 2 - 1                                               | España                                              | Croacia e Inglaterra                                | Croacia e Inglaterra                                | Croacia e Inglaterra                                |
| 58      | Europeo 2011              | España                                              | 3 - 2 (pró.)                                        | República Checa                                     | Serbia e Irlanda                                    | Serbia e Irlanda                                    | Serbia e Irlanda                                    |
| 59      | Europeo 2012              | España                                              | 1 - 0                                               | Grecia                                              | Francia e Inglaterra                                | Francia e Inglaterra                                | Francia e Inglaterra                                |
| 60      | Europeo 2013              | Serbia                                              | 1 - 0                                               | Francia                                             | España y Portugal                                   | España y Portugal                                   | España y Portugal                                   |
| 61      | Europeo 2014              | Alemania                                            | 1 - 0                                               | Portugal                                            | Austria y Serbia                                    | Austria y Serbia                                    | Austria y Serbia                                    |
| 62      | Europeo 2015              | España                                              | 1 - 0                                               | Rusia                                               | Francia y Grecia                                    | Francia y Grecia                                    | Francia y Grecia                                    |
| 63      | Europeo 2016              | Francia                                             | 4 - 0                                               | Italia                                              | Inglaterra y Portugal                               | Inglaterra y Portugal                               | Inglaterra y Portugal                               |
| 64      | Europeo 2017              | Inglaterra                                          | 2 - 1                                               | Portugal                                            | República Checa y Países Bajos                      | República Checa y Países Bajos                      | República Checa y Países Bajos                      |
| 65      | Europeo 2018              | Portugal                                            | 4 - 3 (pró.)                                        | Italia                                              | Francia y Ucrania                                   | Francia y Ucrania                                   | Francia y Ucrania                                   |
| 66      | Europeo 2019              | España                                              | 2 - 0                                               | Portugal                                            | Francia e Irlanda                                   | Francia e Irlanda                                   | Francia e Irlanda                                   |
|         | Europeo 2020              | Cancelado debido a la pandemia de COVID-19          | Cancelado debido a la pandemia de COVID-19          | Cancelado debido a la pandemia de COVID-19          | Cancelado debido a la pandemia de COVID-19          | Cancelado debido a la pandemia de COVID-19          | Cancelado debido a la pandemia de COVID-19          |
|         | Europeo 2021              | Cancelado debido a la pandemia de COVID-19          | Cancelado debido a la pandemia de COVID-19          | Cancelado debido a la pandemia de COVID-19          | Cancelado debido a la pandemia de COVID-19          | Cancelado debido a la pandemia de COVID-19          | Cancelado debido a la pandemia de COVID-19          |
| 67      | Europeo 2022              | Inglaterra                                          | 3 - 1 (pró.)                                        | Israel                                              | Francia e Italia                                    | Francia e Italia                                    | Francia e Italia                                    |
| 68      | Europeo 2023              | Italia                                              | 1 - 0                                               | Portugal                                            | España y Noruega                                    | España y Noruega                                    | España y Noruega                                    |
| 69      | Europeo 2024              | España                                              | 2 - 0                                               | Francia                                             | Italia y Ucrania                                    | Italia y Ucrania                                    | Italia y Ucrania                                    |
| 70      | Europeo 2025              | Países Bajos                                        | 1 - 0                                               | España                                              | Rumania y Alemania                                  | Rumania y Alemania                                  | Rumania y Alemania                                  |
| 71      | Europeo 2026              | Por disputar                                        | Por disputar                                        | Por disputar                                        | Por disputar                                        | Por disputar                                        | Por disputar                                        |
| 72      | Europeo 2027              | Por disputar                                        | Por disputar                                        | Por disputar                                        | Por disputar                                        | Por disputar                                        | Por disputar                                        |

## Palmarés
En cursiva, se indica el torneo en que el equipo fue local.
| Equipo            | Campeón                                                                     | Subcampeón                                                     | Tercer lugar                                 |
| ----------------- | --------------------------------------------------------------------------- | -------------------------------------------------------------- | -------------------------------------------- |
| España            | 12 (1952, 1954, 1995, 2002, 2004, 2006, 2007, 2011, 2012, 2015, 2019, 2024) | 5 (1957, 1964, 1996, 2010, 2025)                               | 7 (1976, 1990, 1993, 1994, 1997, 2001, 2023) |
| Inglaterra        | 11 (1948, 1963, 1964, 1971, 1972, 1973, 1975, 1980, 1993, 2017, 2022)       | 5 (1958, 1965, 1967, 2005, 2009)                               | 3 (1979, 1983, 1966)                         |
| Francia           | 8 (1949, 1983, 1996, 1997, 2000, 2005, 2010, 2016)                          | 4 (1950, 1968, 2013, 2024)                                     | 3 (1957, 1958, 1981)                         |
| Alemania          | 6 (1965, 1970, 1981, 1986, 2008, 2014)                                      | 7 (1954, 1969, 1972, 1973, 1994, 1998, 2002)                   | 6 (1961, 1971, 1986, 1988, 2000, 2025)       |
| Rusia             | 6 (1966*, 1967, 1976, 1978, 1988, 1990)                                     | 2 (1984, 2015)                                                 | 3 (1969, 1977, 1982)                         |
| Portugal          | 4 (1961, 1994, 1999, 2018)                                                  | 10 (1971, 1988, 1990, 1992, 1997, 2003, 2014, 2017, 2019,2023) | 3 (1960, 1964, 1968)                         |
| Italia            | 4 (1958, 1966*, 2003, 2023)                                                 | 7 (1959, 1986, 1995, 1999, 2008, 2016, 2018)                   | 4 (1957, 1973, 1980, 2024)                   |
| Serbia            | 3 (1951, 1979, 2013)                                                        | 4 (1953, 1962, 1974, 1978)                                     | 1 (1966)                                     |
| Bulgaria          | 3 (1959, 1969, 1974)                                                        | 2 (1977, 1979)                                                 |                                              |
| Hungría           | 3 (1953, 1960, 1984)                                                        | 1 (1976)                                                       | 2 (1959, 1975)                               |
| Austria           | 2 (1950, 1957)                                                              | 1 (1951)                                                       | 1 (1952)                                     |
| República Checa   | 1 (1968)                                                                    | 4 (1982, 1983, 2001, 2011)                                     | 2 (1962, 1965)                               |
| Polonia           | 1 (2001)                                                                    | 3 (1961, 1980, 1981)                                           | 3 (1972, 1978, 1984)                         |
| Países Bajos      | 1 (2025)                                                                    | 3 (1948, 1949, 1970)                                           | 1 (1950)                                     |
| Turquía           | 1 (1992)                                                                    | 2 (1993, 2004)                                                 | 2 (1953, 1967)                               |
| Escocia           | 1 (1982)                                                                    | 1 (2006)                                                       | 3 (1963, 1970, 1974)                         |
| Bélgica           | 1 (1977)                                                                    | 1 (1952)                                                       | 3 (1948, 1949, 1951)                         |
| Ucrania           | 1 (2009)                                                                    | 1 (2000)                                                       | 1 (2024)                                     |
| Rumania           | 1 (1962)                                                                    | 1 (1960)                                                       | 1 (2025)                                     |
| Irlanda           | 1 (1998)                                                                    |                                                                | 1 (1999)                                     |
| Grecia            |                                                                             | 2 (2007, 2012)                                                 | 1 (1995)                                     |
| Irlanda del Norte |                                                                             | 1 (1963)                                                       |                                              |
| Finlandia         |                                                                             | 1 (1975)                                                       |                                              |
| Israel            |                                                                             | 1 (2022)                                                       |                                              |
| Croacia           |                                                                             |                                                                | 1 (1998)                                     |
| Eslovaquia        |                                                                             |                                                                | 1 (2002)                                     |
| Noruega           |                                                                             |                                                                | 1 (1992)                                     |
| Argentina         |                                                                             |                                                                | 1 (1954)                                     |

- Nota: El título de 1966 fue compartido por las selecciones de Italia y la Unión Soviética.